# Carpodacus subhimachalus
Espèce
Synonymes
- Pinicola subhimachalus
- Pinicola subhimachala
- Propyrrhula subhimachala

Répartition géographique
Statut de conservation UICN

 LC  : Préoccupation mineure
Carpodacus subhimachalus (anciennement Pinicola subhimachala), anciennement Durbec à tête rouge ou Durbec des genévriers, est une espèce de passereaux de la famille des Fringillidae. C'est une espèce monotypique.

## Taxinomie
L'étude phylogénique de Zuccon et al. (2012) montre que cette espèce est proche des espèces du genre Carpodacus, et pas du tout proche de l'autre espèce du genre Pinicola, le Durbec des sapins.

## Répartition
Son aire s'étend à travers les monts Hengduan et l'est de l’Himalaya.

## Habitat
Il est associé aux fourrés de rhododendrons, de genévriers et de saules au voisinage de la limite des arbres ainsi qu’aux forêts claires à sous-bois buissonneux avec des altitudes entre 3 500 et 4 000 mètres en été et de 2 590 à 3 050 mètres en hiver.

## Alimentation
Cet oiseau se nourrit essentiellement de baies de viornes, d’épines-vinettes et en petites pommes sauvages. La consommation de pousses et de bourgeons de clématite a également été rapportée.

## Mœurs
Confiant et tranquille, il passe de longs moments perché au même endroit. Il évolue en couple ou en petits groupes, se nourrissant dans les frondaisons basses ou sur le sol. Assez silencieux et aux évolutions plutôt lentes, il passe souvent inaperçu.  

## Nidification
Elle n’est pas documentée mais l’émission de chants nuptiaux en juin suggère une nidification tardive en juillet-août, certains mâles se reproduiraient en plumage subadulte.